# Delta E

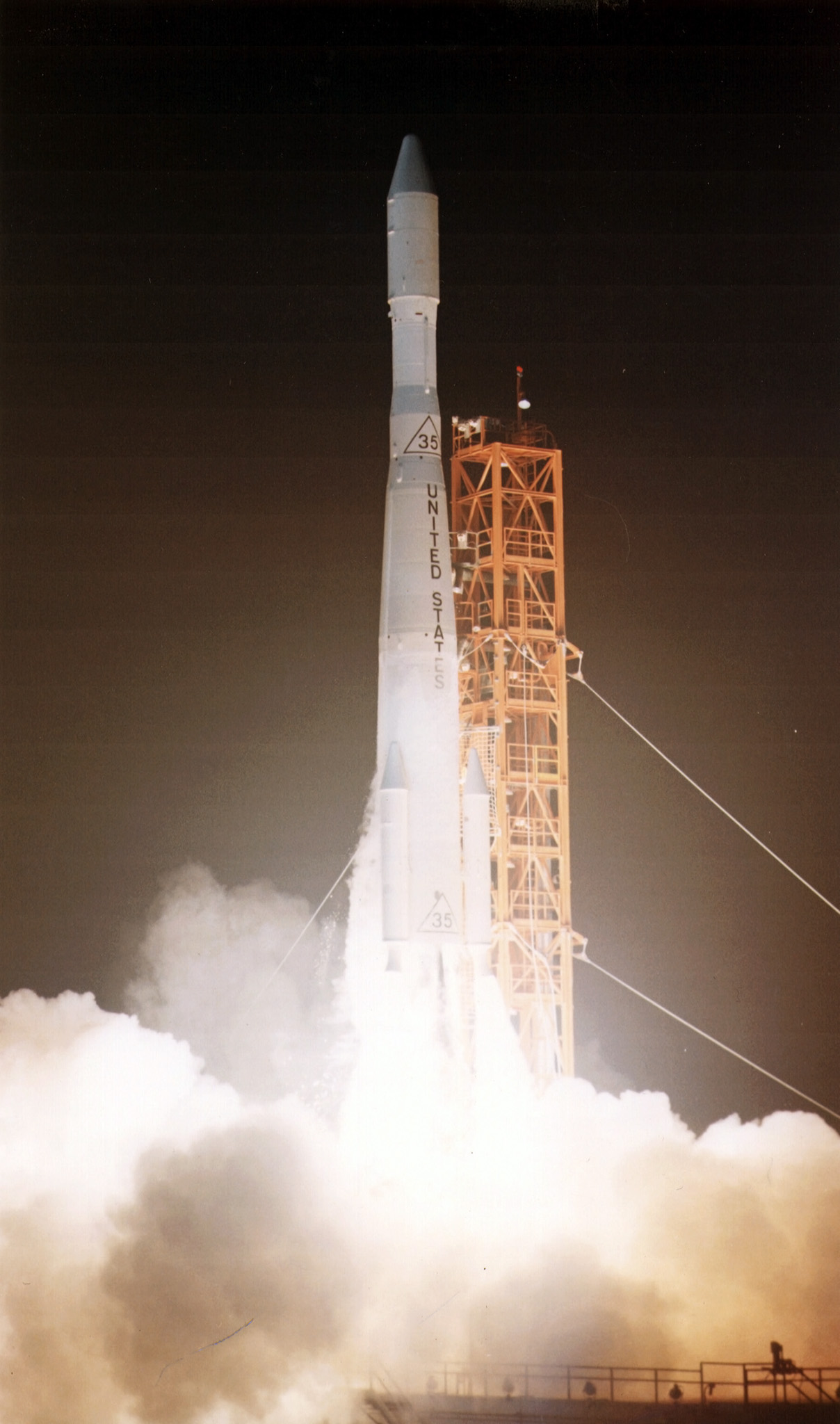
Foguete Delta E

O Delta E e a sua variante Delta E1 foram uns foguetes espaciais estadunidense que prestou serviço entre 1965 e 1971.

## Características
O Delta E e Delta E1 foram uns foguetes leves da família de foguetes Delta que foram usados um total de 23 vezes entre 1965 e 1971, sem nenhuma falha. Diferenciavam do Delta D no uso de estágios mais avançados. O Delta E1 usava um estágio superior mais potente que o do Delta E. Eram capazes de colocar 540 kg de carga em órbita terrestre baixa e 150 kg em órbita de transferência geoestacionária.

## Histórico de lançamentos
| Voo      | Data                    | Plataforma de lançamento                | Carga             | Resultado | Variante | Notas                        |
| -------- | ----------------------- | --------------------------------------- | ----------------- | --------- | -------- | ---------------------------- |
| 457/D-34 | 6 de novembro de 1965   | Plataforma LC-17A de Cabo Canaveral     | Explorer 29       | Êxito     | Delta E  | Primeiro voo de um Delta E.  |
| 460/D-35 | 16 de dezembro de 1965  | Plataforma LC-17A de Cabo Canaveral     | Pioneer 6         | Êxito     | Delta E  |                              |
| 461/D-37 | 28 de fevereiro de 1966 | Plataforma LC-17B de Cabo Canaveral     | ESSA-2            | Êxito     | Delta E  |                              |
| 467/D-39 | 1 de julho de 1966      | Plataforma LC-17A de Cabo Canaveral     | Explorer 33       | Êxito     | Delta E1 | Primeiro voo de um Delta E1. |
| 462/D-40 | 17 de agosto de 1966    | Plataforma LC-17A de Cabo Canaveral     | Pioneer 7         | Êxito     | Delta E1 |                              |
| 463/D-41 | 2 de outubro de 1966    | Plataforma SLC-2E da Base de Vandenberg | ESSA-3            | Êxito     | Delta E  |                              |
| 464/D-42 | 26 de outubro de 1966   | Plataforma LC-17B de Cabo Canaveral     | Intelsat II F-1   | Êxito     | Delta E1 |                              |
| 468/D-44 | 11 de janeiro de 1967   | Plataforma LC-17B de Cabo Canaveral     | Intelsat II F-2   | Êxito     | Delta E1 |                              |
| 472/D-45 | 26 de janeiro de 1967   | Plataforma SLC-2E da Base de Vandenberg | ESSA-4            | Êxito     | Delta E  |                              |
| 470/D-47 | 23 de março de 1967     | Plataforma LC-17B de Cabo Canaveral     | Intelsat II F-3   | Êxito     | Delta E1 |                              |
| 484/D-48 | 20 de abril de 1967     | Plataforma SLC-2E da Base de Vandenberg | ESSA-5            | Êxito     | Delta E  | Último voo de um Delta E.    |
| 486/D-49 | 24 de maio de 1967      | Plataforma SLC-2E da Base de Vandenberg | Explorer 34       | Êxito     | Delta E1 |                              |
| 488/D-50 | 19 de julho de 1967     | Plataforma LC-17B de Cabo Canaveral     | Explorer 35       | Êxito     | Delta E1 |                              |
| 442/D-52 | 28 de setembro de 1967  | Plataforma LC-17B de Cabo Canaveral     | Intelsat II F-4   | Êxito     | Delta E1 |                              |
| 480/D-54 | 10 de novembro de 1967  | Plataforma SLC-2E da Base de Vandenberg | ESSA-6            | Êxito     | Delta E1 |                              |
| 489/D-55 | 13 de dezembro de 1967  | Plataforma LC-17B de Cabo Canaveral     | Pioneer 8 / TTS-1 | Êxito     | Delta E1 |                              |
| 454/D-56 | 11 de janeiro de 1968   | Plataforma SLC-2E da Base de Vandenberg | Explorer 36       | Êxito     | Delta E1 |                              |
| 479/D-60 | 8 de novembro de 1968   | Plataforma LC-17B de Cabo Canaveral     | Pioneer 9 / TTS-2 | Êxito     | Delta E1 |                              |
| 481/D-61 | 5 de dezembro de 1968   | Plataforma LC-17B de Cabo Canaveral     | HEOS-1            | Êxito     | Delta E1 |                              |
| 485/D-65 | 30 de janeiro de 1969   | Plataforma SLC-2E da Base de Vandenberg | Isis 1            | Êxito     | Delta E1 |                              |
| 483/D-67 | 26 de fevereiro de 1969 | Plataforma LC-17B de Cabo Canaveral     | ESSA-9            | Êxito     | Delta E1 |                              |
| 482/D-69 | 21 de junho de 1969     | Plataforma SLC-2W da Base de Vandenberg | Explorer 41       | Êxito     | Delta E1 |                              |
| 491/D-84 | 1 de abril de 1971      | Plataforma SLC-2E da Base de Vandenberg | Isis 2            | Êxito     | Delta E1 | Último voo de um Delta E1.   |